# 北京伊斯兰教经学院
北京伊斯兰教经学院，位于北京市西城区福长街四条2号，隶属北京市伊斯兰教协会。

## 简介
北京伊斯兰教经学院的前身是1982年北京市伊斯兰教协会创办的北京市伊斯兰教经学班，设在东四清真寺。1985年10月，北京市人民政府批准成立北京伊斯兰教经学院。1986年4月21日，北京伊斯兰教经学院在东四清真寺正式成立。1986年12月，北京市人民政府接受了沙特阿拉伯伊斯兰发展银行提供的90多万美元的捐款，在原天桥清真寺的旧址新建了北京伊斯兰教经学院的新址。新建的北京伊斯兰教经学院建筑面积6500平方米，主要建筑有教学楼、礼拜殿（可同时容纳150人礼拜）、沐浴室、餐厅、宿舍、图书馆、会议室等等，建筑风格结合了中国传统与阿拉伯风格。1994年11月15日，北京伊斯兰教经学院完工并恢复招生。
根据国家宗教事务局的国宗〔2004〕122号函以及北京市宗教事务局领导的批示，确定北京伊斯兰教经学院为面向北京市招生的大专学历学校。但因生源匮乏，2004年起北京伊斯兰教经学院停止招生。此后北京伊斯兰教经学院经向北京市宗教事务局以及北京市伊斯兰教协会请示，并同北京市各区县伊斯兰教协会沟通，确定办学方向为“经学教育和培训教育并重”。在中共北京市委统战部《北京市宗教界代表人士2008—2012年培育规划》的指导下，北京伊斯兰教经学院按照北京市宗教事务局（京宗字〔2009〕29号）文件批准“市经学院举办北京市在职阿訇2009级阿语研修班和经学大专班”的要求，举办了北京市在职阿訇2009级阿语研修班和经学大专班。此后北京伊斯兰教经学院坚持举办类似的培训班。

## 历任院长
1. 安士伟（1986年—1998年）[2][3]
2. 陈广元（1998年—2009年）
3. 薛天利（2009年—）